# Xã Crescent, Quận Allegheny, Pennsylvania
Xã Crescent (tiếng Anh: Crescent Township) là một xã thuộc quận Allegheny, tiểu bang Pennsylvania, Hoa Kỳ. Năm 2010, dân số của xã này là 2.640 người.